# ECMA International
La ECMA (European Computer Manufacturers Association) è un'associazione fondata nel 1961 e dedicata alla standardizzazione nel settore informatico e dei sistemi di comunicazione. Dal 1994 viene chiamata ECMA International.

## Attività
ECMA International è responsabile attualmente per molti standard:
- Specifiche di JSON[1], un semplice formato per lo scambio dati;
- Specifiche linguaggio C#;
- Specifiche linguaggio C++/CLI;
- Common Language Infrastructure (CLI), Infrastrutture di linguaggio comune;
- Specifiche linguaggio ECMAScript;
- Linguaggio di analisi, design e programmazione Eiffel;
- Considerazioni ambientali per prodotti elettronici;
- Formato file Universal 3D.

Anche Sun Microsystems aveva messo a disposizione di ECMA il suo linguaggio di programmazione Java, ma poi lo ritirò.
È membro dell'Istituto europeo per le norme di telecomunicazione (ETSI).

## Membri
Ad aprile 2022, i membri ordinari di ECMA International sono Apple, Bloomberg, Google, Hitachi, Huawei, IBM, Meta Platforms, Microsoft e PayPal.
A questi si aggiungono i membri associati Alibaba Group, ByteDance, Coinbase, Dell, F5 Networks, GoDaddy, Hewlett-Packard, Intel, Netflix, Oracle Corporation, Salesforce, Sony Interactive Entertainment, Tencent Holdings e 360 Technology Group, le piccole-medie imprese (SME Members), piccole compagnie private (SPC members) e organizzazioni no-profit (NFP members), tra cui anche Mozilla Foundation, il Bundesanstalt für Materialforschung und -prüfung (Istituto federale tedesco per materiali di riferimento), VCCI Council e la Biblioteca del Congresso.